# 池袋調理師専門学校
池袋調理師専門学校（いけぶくろちょうりしせんもんがっこう）とは、東京都豊島区西池袋5-21-4に存在した調理師を育成する私立専門学校。少人数制教育による徹底されたマンツーマン指導と実習重視の授業が特徴。『確かな技術』『細やかな気配り』『人をもてなす心』を信念とする。1968年創立。2020年3月をもって閉校した。

## 履修科目
- 「食文化概論」食文化史、調理師の業務と社会的役割
- 「衛生法規」一般公衆衛生法規、環境衛生法規
- 「公衆衛生学」公衆衛生学概論、環境衛生 他
- 「栄養学」栄養素の機能、病態と栄養 他
- 「食品学」食品の特長と性質、食品の加工・貯蔵 他
- 「食品衛生学」食中毒と予防法、食品の腐敗と保存 他
- 「調理理論」調理操作、調理器具 他

## カリキュラム
日本料理日本料理の基礎となる「切る」「煮る」「蒸す」「焼く」「揚げる」など、基本から応用まで。
西洋料理西洋料理の基本はソース。このソースの作り方から、包丁の種類や持ち方、フルコース料理の調理までを学習。
中国料理数千年の歴史をもつと言われる中国料理では、材料や調味料の扱い方も独特のもの。基礎を踏まえた上で一般的な料理から本格的な料理まで。
製菓粉の扱い方からオーブンの特性や使い方、デコレーション技術など、製菓の分野で必要となる知識・技術を学ぶ。また、製菓だけに限らず、パンやワインに関しても併せて学ぶことで実践に役立つ幅広い知識を習得。

## 所在地
- 〒171-0021 東京都豊島区西池袋5-21-4

## 交通
- JR池袋駅西口 （C3番出口） 徒歩7分
- 東京メトロ有楽町線 要町駅 （6番出口） 徒歩 5分